# Pähl
Pähl é um município da Alemanha, situado no distrito de Weilheim-Schongau, no estado da Baviera. Tem 32,04 km² de área, e sua população em 2019 foi estimada em 2.446 habitantes.